# بوجین
بوجین، روستایی از توابع بخش مرکزی شهرستان اسدآباد در استان همدان ایران است.
.

## جمعیت
این روستا در دهستان دربندرود قرار دارد و براساس سرشماری مرکز آمار ایران در سال ۱۳۹۵، جمعیت آن ۳۴۸ نفر (۹۳خانوار) بوده است.